# بیگانه (فیلم ۱۹۱۸)
بیگانه (انگلیسی: The Stranger) یک فیلم به کارگردانی آروید ئی. گیلستورم است که در سال ۱۹۱۸ منتشر شد. از بازیگران آن می‌توان به بیلی وست، اولیور هاردی، لیاتریس جوی و لئو وایت اشاره کرد.